# Cyril Serredszum
Cyril Serredszum umirovljeni je francuski nogometaš i nogometni trener koji je igrao na mjestu veznog.

## Karijera
Serredszum je igrao za Metz, Montpellier i Martigues. 
Bio je trener u luksemburškom klubu CS Fola Esch.